# 于家务回族乡
于家务回族乡，是中华人民共和国北京市通州區下辖的一个民族乡。

## 行政区划
于家务回族乡下辖以下地区：
于家务村、南仪阁村、北辛店村、大耕垡村、东马各庄村、西马坊村、神仙村、果村、渠头村、富各庄村、满庄村、王各庄村、崔各庄村、南三间房村、小海字村、枣林村、吴寺村、仇庄村、南刘庄村、东垡村、西垡村、后伏村和前伏村。

## 事故
- 2020年5月13日9时15分左右，北京市通州区于家务乡于家务村五街22号“伊品羊杂馆”发生液化石油气爆炸，造成7人受伤、周边门店及车辆受损，直接经济损失48万元[3]。调查发现，单眼灶具燃烧器火力调节阀门关闭不严，韩某轩在事发前一天晚上使用后，未关紧，造成沿地面在房间内积累，打开明火后发生爆炸。